# Antonio Salvadori
Antonio Salvadori (Murano, 13 luglio 1949 – Dolo, 21 novembre 2006) è stato un baritono italiano.

## Biografia
Antonio Salvadori, figlio di un maestro vetraio di Murano, ha studiato pianoforte e canto dapprima con Iris Adami Corradetti, poi con Cecilia Sacchetti, ha quindi proseguito gli studi in canto con Anna Maria Bicciato ed Arrigo Pola.
Dopo aver vinto numerosi concorsi, partecipò al concorso As.Li.Co. che vinse, debuttando a Pavia nel 1972, a soli ventitré anni, ne Il Barbiere di Siviglia e ne I pagliacci, diretto dal maestro Alberto Zedda. Nello stesso anno debuttò in Un Ballo in maschera, vincitore del concorso “Toti Dal Monte” di Treviso, successivamente ne La forza del destino all’Arena di Verona e in Rigoletto, affermandosi come più giovane interprete internazionale di questo ruolo.
La sua voce dal bellissimo timbro pieno, caldo e brunito, il suo fraseggio elegante ed espressivo, le notevoli qualità interpretative e la perfetta dizione erano coadiuvate da una tecnica di scuola italiana. In scena, la sua recitazione si è avvalsa di un forte temperamento drammatico. Il critico Lorenzo Arruga ha scritto di lui “la voce sua è una delle più belle in assoluto, nel suo campo”.  Avendo in repertorio cinquantatré ruoli, ha potuto spaziare dai numerosi titoli verdiani e del belcanto, a lui particolarmente congeniali, fino alle opere veriste.
Ha debuttato al Teatro alla Scala di Milano nel 1976 in Luisa Miller, con la direzione del maestro Gianandrea Gavazzeni. Successivamente, nello stesso teatro ha cantato un’ottantina di recite di: La bohème (1981 e 1988), Ernani (1982), Andrea Chénier (1983, 1985), Madama Butterfly (1987), I pagliacci (1987 e 1993) Guglielmo Tell (1988), La fanciulla del West (1991 e 1995), Beatrice di Tenda (1993) e La Rondine (1994). 
Nella sua lunga carriera, si è inoltre esibito nei teatri più prestigiosi, nazionali e internazionali. In Italia, per citarne alcuni: Teatro La Fenice di Venezia (Simon Boccanegra, Beatrice di Tenda, Rigoletto, La traviata, Lucia di Lammermoor, Un ballo in maschera, Aroldo, I Capuleti e i Montecchi, La boheme, Tosca, alcuni di queste opere in diverse edizioni), Teatro Massimo di Palermo (Ernani, Roberto Devereux, Otello, Tosca, La boheme, Aida), Teatro Petruzzelli di Bari (La forza del destino, La Boheme, Lucia di Lammermoor), Teatro Regio di Parma (Andrea Chénier, La boheme, Simon Boccanegra), Teatro dell'Opera di Roma (Ernarni, Cavalleria Rusticana, Charlotte Corday), Teatro Donizetti di Bergamo e Teatro Grande di Brescia (La favorita, Lucia di Lammermoor, Rigoletto, Il Trovatore, Simon Boccanegra, Ballo in maschera, La forza del destino, I Puritani, La traviata), Teatro Regio di Torino (Ernarni, Aida, Tosca, Chovancina), Arena di Verona (La Forza del destino, La traviata, Pagliacci. Occasione eccezionale per un baritono, nell’estate del 1998, in un’unica stagione ha cantato in Arena: Nabucco, Ballo in maschera, Rigoletto e Aida), Teatro Bellini di Catania (Beatrice di Tenda, Nabucco, Madame Sans-Gene), Teatro Comunale di Bologna (Rigoletto, Macbeth), Teatro Carlo Felice di Genova (Rigoletto, Trovatore, Andrea Chénier), Arena Sferisterio di Macerata (Il ballo in maschera, Aida, Madama Butterfly, Carmen).
All’estero ha cantato alla Carnegie Hall di New York (Andrea Chénier), allo Staatsoper di Vienna (Andrea Chénier e Attila), al Gran Liceo di Barcellona (Attila e La Favorita), a Dublino (Rigoletto, Nabucco, Macbeth, Ernani, Trovatore e La Gioconda), a Parigi (I Masnadieri allo Châtelet e lo Stabat Mater di Szymanowski alla Radio francese), a Berlino (Il trovatore), a Lisbona (Aida, Lucia di Lammermoor, La traviata), a Bilbao (Simon Boccanegra, Trovatore, Don Carlos, La forza del destino e Lucia di Lammermoor), al Teatro Colon di Buenos Aires (Ballo in maschera), a Caracas (Ballo in maschera e L’africana). Inoltre, ha cantato ad Amburgo, Tokio, Madrid, Chicago, Washington, Seul, Pretoria, Johannesburg, Baltimora, Atene, Nancy, Marsiglia, Nizza, Colonia, Santander, Strasburgo, Helsinki, Tel Aviv, Ginevra, Luxor, Amsterdam, Stanfort, Zurigo, Helsinki, Tenerife, Belgrado, Budapest etc.
È stato diretto dai maggiori direttori d’orchestra internazionali, tra cui: Carlos Kleiber, Gianandrea Gavazzeni, Riccardo Muti, Richard Bonynge, Giuseppe Sinopoli,  Lorin Maazel,  Alberto Zedda, Francesco Molinari Pradelli, Bruno Bartoletti, Giuseppe Patanè, Riccardo Chailly, Gary Bertini, Gian Luigi Gelmetti, Eliau Imbal, Gustav Kuhn, Gianfranco Masini, Nello Santi e Marcello Viotti.
Ha cantato in allestimenti scenici con la regia di Giorgio Strehler, Luca Ronconi, Pierluigi Pizzi, Franco Zeffirelli, Glauco Mauri, Giorgio Albertazzi, Gae Aulenti, Giò Pomodoro, Damiano Damiani, Giuliano Montaldo, Ugo Gregoretti, Lindsay Kemp, Marco Bellocchio, Lamberto Puggelli, Virginio Puecher, Jonathan Miller, Giancarlo Cobelli, Flavio Trevisan e Ivan Stefanutti.
È morto il 21 novembre 2006, dopo una lunga malattia che lo ha accompagnato negli ultimi anni della carriera, nei quali si è anche dedicato con passione all'insegnamento.

## Repertorio
- Beethoven: Nona sinfonia
- Bellini: Beatrice di Tenda, I Capuleti e i Montecchi, I puritani
- Bizet: Carmen
- Donizetti: L’elisir d’amore, La favorita, Lucia di Lammermoor, Roberto Devereux
- Ferrero: Charlotte Corday (prima rappresentazione mondiale)
- Giordano: Andrea Chénier, Madame Sans-Gene
- Leoncavallo: I pagliacci (Tonio e Silvio)
- Marinuzzi: Jacquerie
- Mascagni: Cavalleria rusticana
- Meyerbeer: L’africana
- Mozart: Don Giovanni, Le nozze di Figaro
- Mussorgsky: Chovancina
- Puccini: La boheme, La fanciulla del West (Jack Rance e Sonora), La rondine, Le villi, Madama Butterfly, Tosca
- Petrella: I promessi sposi
- Ponchielli: La Gioconda
- Rossini: Guglielmo Tell, Il barbiere di Siviglia
- Saint-Saens: Samson et Dalila
- Szymanowski: Stabat Mater
- Verdi: Aida, Aroldo, Attila, Don Carlo, Ernani, Falstaff (Ford), Il trovatore, I masnadieri, La forza del destino, La traviata, Luisa Miller, Macbeth, Nabucco, Otello, Rigoletto, Simon Boccanegra (Simone e Paolo), Un ballo in maschera, Un giorno di regno
- Wagner: Lohengrin